# These Are the Times
These Are the Times is een nummer van de Nederlandse dj Martin Garrix uit 2019, met vocalen van de Jamaicaanse zanger JRM.
Het nummer haalde een bescheiden 26e positie in de Nederlandse Top 40. In Vlaanderen haalde het de Tipparade.